# Премія «Магрітт» за найкращий іноземний фільм спільного виробництва
Премія «Магрітт» найкращий іноземний фільм спільного виробництва (фр. Magritte du meilleur film étranger en coproduction) — одна з кінематографічних нагород, яку надає з 2012 року бельгійська Академія Андре Дельво в рамках національної кінопремії «Магрітт». Її присуджують найкращому фільму спільного виробництва бельгійських та іноземних кінематографістів.
Перше нагородження у цій категорії відбулося у 2012 році після розділення категорії за Найкращий фільм спільного виробництва на дві — Найкращий іноземний фільм спільного виробництва і «Найкращий фламандський фільм». Лауреатом першої премії «Магрітт» у цій категорії за 2011 рік став фільм «Закохані невротики».

## Переможці та номінанти
Нижче наведено список лауреатів, що отримали цю премію, а також номінанти. Переможців виділено окремим кольором

### 2010-і
| Рік         | Назва українською                 | Оригінальна назва                         | Компанія(ї) виробник(и)           |
| ----------- | --------------------------------- | ----------------------------------------- | --------------------------------- |
| 2011 (2-га) | Закохані невротики                | Les Émotifs anonymes                      | Climax Films (Олів'є Руза)        |
| 2011 (2-га) | Відчайдушна домогосподарка        | Potiche                                   | Mandarin Cinéma                   |
| 2011 (2-га) | Ірландський маршрут               | Route Irish                               | Sixteen Films                     |
| 2011 (2-га) | Людина, яка кричить               | Un homme qui crie                         | Pili Films                        |
| 2012 (3-тя) | Управління державою               | L'Exercice de l'État                      | Les Films du Fleuve               |
| 2012 (3-тя) | Частка ангелів                    | The Angels' Share                         | Sixteen Films                     |
| 2012 (3-тя) | Іржа та кістка                    | De rouille et d'os                        | Why Not Productions               |
| 2012 (3-тя) | Перелітні свині                   | Le Cochon de Gaza                         | Saga Film                         |
| 2013 (4-та) | Життя Адель                       | La Vie d'Adèle – Chapitres 1 & 2          | Scope Pictures (Женев'єва Лемаль) |
| 2013 (4-та) | Коні Бога                         | Les Chevaux de Dieu                       | YC Aligator Film                  |
| 2013 (4-та) | Черниця                           | La Religieuse                             | Versus Production                 |
| 2013 (4-та) | Кохання на кінчиках пальців       | Populaire                                 | Panache Productions               |
| 2014 (5-та) | Комашки. Пригода в Долині мурашок | Minuscule — La vallée des fourmis perdues | Les Films du Fleuve               |
| 2014 (5-та) | Я зображую труп                   | Je fais le mort                           | Entre Chien et Loup               |
| 2014 (5-та) | Обіцянка                          | A Promise                                 | Scope Pictures                    |
| 2014 (5-та) | Віолетта                          | Violette                                  | Climax Films                      |
| 2015 (6-та) | Сім'я Бельє                       | La Famille Bélier                         | Nexus Factory                     |
| 2015 (6-та) | Маргарита                         | Marguerite                                | Scope Pictures                    |
| 2015 (6-та) | Ні на небесах, ні на землі        | Ni le ciel ni la terre                    | Tarantula                         |
| 2015 (6-та) | Пісня моря                        | Пісня моря                                | The Big Farm                      |
| 2016 (7-ма) | Червона черепаха                  | La Tortue rouge                           | Belvision                         |
| 2016 (7-ма) | Вічність                          | Éternité                                  | Artémis Productions               |
| 2016 (7-ма) | Ковбої                            | Les Cowboys                               | Les Films du Fleuve               |
| 2016 (7-ма) | Коли я відкриваю очі              | À peine j'ouvre les yeux                  | Hélicotronc                       |
| 2017 (8-ма) | Сире                              | Grave                                     | Frakas Productions                |
| 2017 (8-ма) | Випускний                         | Baccalauréat                              |                                   |
| 2017 (8-ма) | Нелюбов                           | Нелюбовь                                  |                                   |
| 2017 (8-ма) | Я, Деніел Блейк»                  | I, Daniel Blake                           |                                   |
| 2018 (9-та) | Чоловік, який вбив Дон Кіхота     | The Man Who Killed Don Quixote            |                                   |
| 2018 (9-та) | Ніко, 1988                        | Nico, 1988                                |                                   |
| 2018 (9-та) | Смерть Сталіна                    | The Death of Stalin                       |                                   |
| 2018 (9-та) | Щасливий принц                    | The Happy Prince                          |                                   |